# Cyril Mandel
Cyril Mandel (23. října 1873 Kuželov – 16. srpna 1907 Velká nad Veličkou) byl moravský malíř.

## Život
Cyril Mandel se narodil 23. října 1873 v obci Kuželov do rodiny čtvrtníka Jiřího Mandela. Již od raného dětství se u malého Cyrila projevoval talent na kreslení. Po absolvování obecné školy nastoupil na gymnázium ve Valašském Meziříčí a Uherském Hradišti. Ještě během studia v 11 letech mu zemřela matka a krátce na to i otec. Jeho talent jako první rozpoznal Josef Klvaňa, který jej seznámil s malířem Jožou Uprkou. Ten jej doporučil ke studiu na pražskou Uměleckoprůmyslovou školu, kam byl přijat v roce 1889. Pod vedením prof. E. M. Lišky získal Mandel základní kreslířskou a malířskou průpravu. V roce 1890 přešel na pražskou Akademii výtvarného umění. Ponejprv byl žákem profesora F. Sequense a později přestoupil k profesoru Vojtěchu Hynaisovi. Studia na Akademii v důsledku nemoci několikrát přerušil a roku 1894 z Akademie vystoupil. Získal tak pouze frekventační vysvědčení. Vrací se do rodného Kuželova a krátce na to nastoupil na tříletou vojenskou službu do Kroměříže a Vídně. Po návratu z vojny se věnuje malířské tvorbě, jejímž hlavním tématem jsou výjevy z okolního života, portréty a krajina. Cyril Mandel byl povahou uzavřený a to bylo zřejmě příčinou jeho pozdějších životních nezdarů. Hlavním celoživotním problémem tohoto umělce byly finance. Postupně se od něj odvrátilo i jeho nejbližší okolí a jediný, kdo se jej snažil podporovat, byl Joža Uprka. Přijal od něj několik nabídek a realizoval dle Uprkova návrhu oponu ochotnického divadelního spolku v Tišnově, pomáhal mu při výzdobě interiéru zasedací síně radnice v Uherském Hradišti. Prostřednictvím J. Uprky měl možnost se seznámit i s předními představiteli tehdejšího uměleckého života, kteří pravidelně zajížděli na Slovácko (např. M. Jiránek, Z. Braunerová a V. Stretti).
Vystavoval společně s J. Uprkou, V. Jíchou a A. Frolkou ve Strážnici v roce 1901 a dále na historicky významné Umělecké výstavě slovenské v Hodoníně v roce 1902 (21 akvarelů a obrazů), kterou navštívil francouzský sochař A. Rodin. Dále vystavuje v Olomouci (Společnost přátel umění, 1904), společně s J. Uprkou v Hroznové Lhotě (1905) a na I. výstavě Sdružení výtvarných umělců moravských v Hodoníně (5. 5. až 3. 6. 1907). Cyril Mandel předčasně umírá po záchvatu deprese a pádu na hranu stolu 16. srpna 1907 ve Velké nad Veličkou deset dní před oficiálním založením Sdružení výtvarných umělců moravských (SVUM). Po hojně navštíveném pohřbu Cyrila Mandela mu přátelé z nově založeného Sdružení v prosinci 1907 uspořádali výstavu v zasedací síni radnice v Uherské Hradišti (vystaveno bylo 76 obrazů z pozůstalosti). V roce 1908 při návštěvě Kuželova dílo Cyrila Mandela vysoce ocenil přední švýcarský estetik a kunsthistorik William Ritter. V roce 2006 k příležitosti 600. výročí obce Kuželov mu společně s Jurou Mandelem byla odkryta pamětní deska a uspořádána společná výstava obou malířů pod patronací GVU Hodonín.

## Dílo
Cyril Mandel po celý svůj krátký život rovnocenně rozvíjel tvorbu krajinářskou, figurální a portrétní v technikách pastelu, akvarele a oleje. Zatížení psychickými problémy bylo krutou daní za jeho výjimečnou citlivost pro barvu a náladu krajiny, která byla plně srovnatelná s předními představiteli tzv. Mařákovců. Cyrila Mandela nelze jednoduše zaškatulkovat mezi impresionisty nebo expresionisty. Svůj výtvarný rukopis přizpůsobuje námětu a náladě, kterou chce vyjádřit. Zpravidla se jedná o intimní krajinářské postřehy menších formátů. Používá citlivou barevnou skvrnu, expresivnější krátké tahy štětcem nebo splývavý rukopis. Mezi jeho oblíbená témata patří zelené louky, chalupy v odpoledním svitu slunce, břeh říčky Veličky, podzimní vítr sfoukávající poslední listí, seníky a kopy, zasněžené chalupy a na přelomu století populární večery v krajině nebo na kraji vesnice. Může mu býti vyčítáno, že v krajinářské tvorbě si nevytvořil svůj osobitý vlastní styl, podle kterého může sběratel umění na první pohled identifikovat např. díla O. Bubeníčka, J. Panušky a A. Kalvody. Na druhé straně citlivý pozorovatel jeho krajin ocení jemné barevné nuance, rozmanitost a citlivost vyjádření, které nesklouzává do profesionálně odvedené dekorativní machy. Jeho krajinářské dílo se postupně propracovává od střídmé zemité barevné škály k jasně znějícím tónům, které můžeme pozorovat např. v obrazech Větrný den (1903) a U Veličky (1907). Barevná skladba studie i konečné verze obrazu U Veličky může připomínat obraz Pískaři od Miloše Jiránka. Ten je však malován o tři roky později, tj. až v roce 1910. Výrazný posun v práci s barvou představuje obraz Na příkopu (1907), který je někdy považován za poslední nedokončené dílo. V tomto obraze se Cyril Mandel dostává na samou hranici fauvistické malby.
Figurální obrazy Cyrila Mandela jsou zpravidla porovnávány s obrazy Joži Uprky. V řadě technických i kompozičních detailů je možno pozorovat, že Cyril Mandel byl po návratu z vojenské služby neformálním žákem Úprkovým. Jedná se zejména o obraz Písmák (1900) ze sbírky Jihomoravského muzea ve Znojmě, který hledá inspiraci v díle Uprkově před rokem 1900. Další vývoj jeho figurální tvorby však sleduje jiný tvůrčí záměr. Potlačení detailu a vyjádření figury jako přirozené součásti krajiny jsou hlavní a na první pohled odlišující znaky. Srovnání s tvorbou J. Uprky vyvolávalo u některých pozorovatelů a uměleckých kritiků chybný dojem, že se jedná o nedokončené obrazy. Výše uvedené tvůrčí přístupy je možno pozorovat v případě obrazů U Hrubé Vrbky v zimě (1900) a Kosci obilí (též O žních, 1902). Velice poučné může být i srovnání obrazu Kameník (1902) s obrazem J. Uprky Štěrkař (1895). Řada obrazů s tematikou sekáčů dokladuje jistotu mladého autora při komponování skupiny postav v krajině (např. Sekáči, ze sbírky GVU Hodonín). Mezi klíčové obrazy, které vhodně doplňují expresivně pojaté tváře dědečků a babiček z kolekce GVU Hodonín, patří figurální kompozice V hospodě (1903-5) a Slepý hudec (1906). Dynamiku pohybu diskutujících figur věrně zachycuje obraz Výměnkáři (též Přátelé, 1907), který je ve vlastnictví Slováckého muzea v Uherském Hradišti. V akvarelu mezi nejkrásnější figurální kompozice patří obraz Zpěvule (1903), který je vystaven v Galerii Joži Uprky ve Veselí na Moravou.
V aukcích se s obrazy Cyrila Mandela lze setkat pouze výjimečně. Byl neúspěšný pokus o prodej falsa většího formátu s názvem Cesta (olej, 67x78 cm). V poslední době se však objevují pokusy o prodej dalších fals, a to menších formátů, vč. kreseb (vždy přesignování děl jiných autor). Poslední soupis díla lze nalézt v monografii s názvem "Cyril Mandel: Tichá řeč jemných valérů malířovy palety" od předního znalce moravského a slováckého výtvarného umění doc. Josefa Malivy.

## Samostatné výstavy
- 1907	Uherské Hradiště, Radnice v UH, Cyrill Mandel - posmrtná výstava obrazů (76 obrazů)
- 1908	Praha, Topičův salón, Posmrtná výstava Cyrilla Mandela (č. k. 1-68 )
- 1912	Myjava, Cyrill Mandel
- 1927	Moravská Ostrava, Dům umění, Souborná výstava Cyrilla a Jury Mandela a K. Supa (č. k. 1-28)
- 1927 Strážnice, Cyril Mandel (č. k. 1-26, spolu s Jurou Mandelem)
- 1932	Velká nad Veličkou, Cyril Mandel - pietní vzpomínka, (č. k. 1-68, spolu s Jurou Mandelem)
- 1956	Strážnice, Strážnický zámek, pořadatel Oblastní galerie Gottwaldov, Cyril Mandel (1873-1907)
- 1965	Hodonín, Dům umění v Hodoníně, Cyril Mandel (č. k. 1-203)
- 1973	Velká na Veličkou, pořadatel GVU v Hodoníně, Cyril Mandel: K 100. výročí narození (č. k. 1-35)
- 1988	Hodonín, GVU v Hodoníně, Cyril Mandel: Výběr z díla (č. k. 1-59)
- 2006	Kuželov, Cyril Mandel a Jura Mandel (Oslava 600 let obce Kuželov)
- 2013	Uherské Hradiště, Nadace Moravské Slovácko a Galerie Joži Úprky, Cyril Mandel: K příležitosti 140. výročí narození (55 obrazů)
- 2021/22 Hodonín, GVU v Hodoníně, Cyril Mandel: Tichá řeč jemných valérů malířovy palety (přes 100 děl)
- 2022 Strážnice, Zámek Strážnice, Národní ústav lidové kultury, Cyril Mandel: Tichá řeč malířovy palety (přes 100 děl)

## Galerie

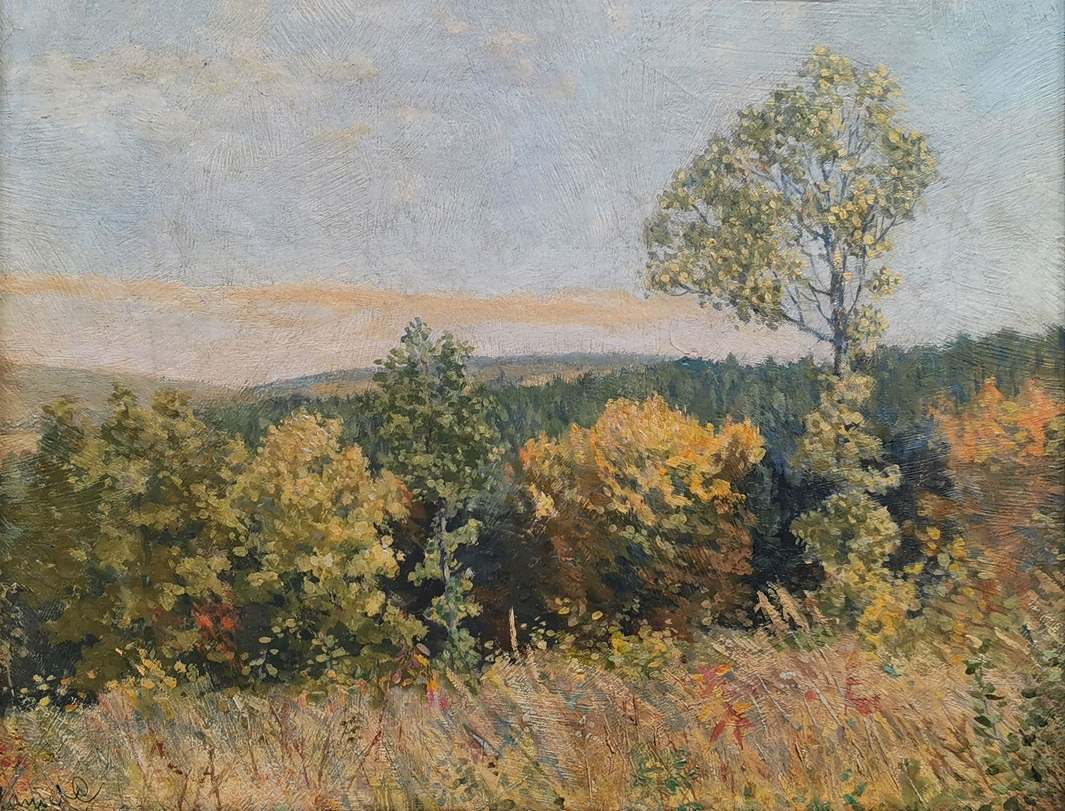
Cyril Mandel Kobela
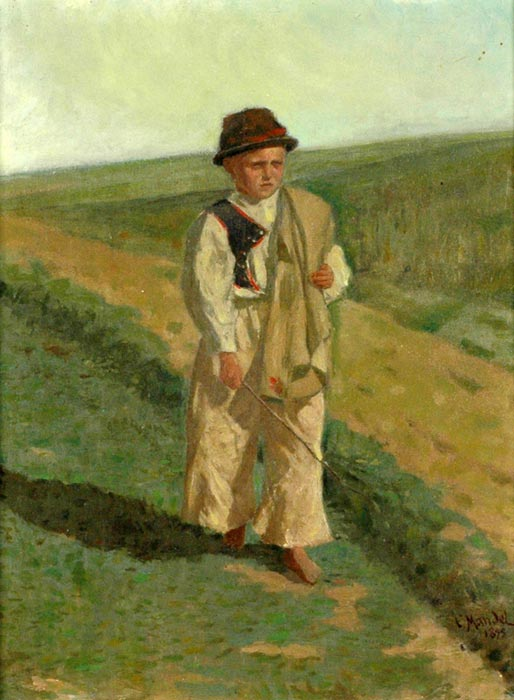
Cyril Mandel Pasáček (1899)
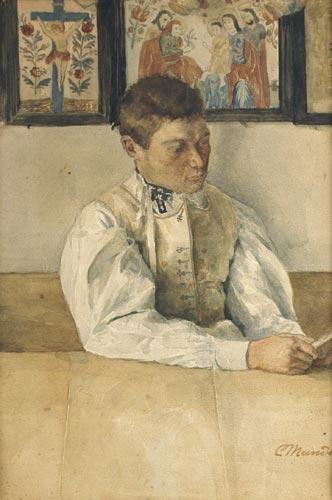
Cyril Mandel Mladý muž u stolu (akvarel)
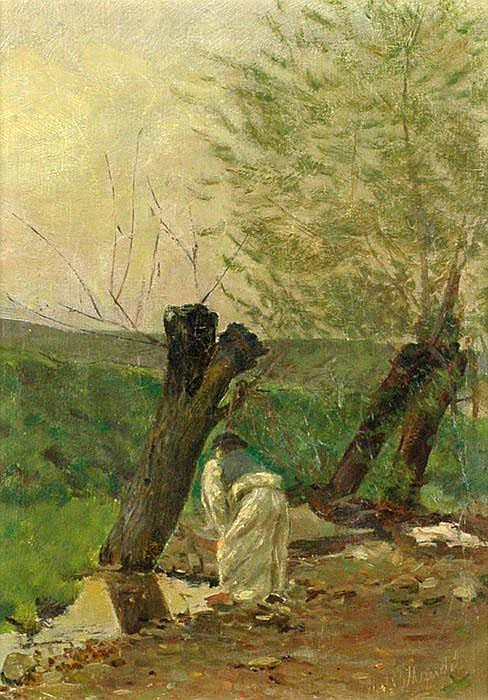
Cyril Mandel U potoka
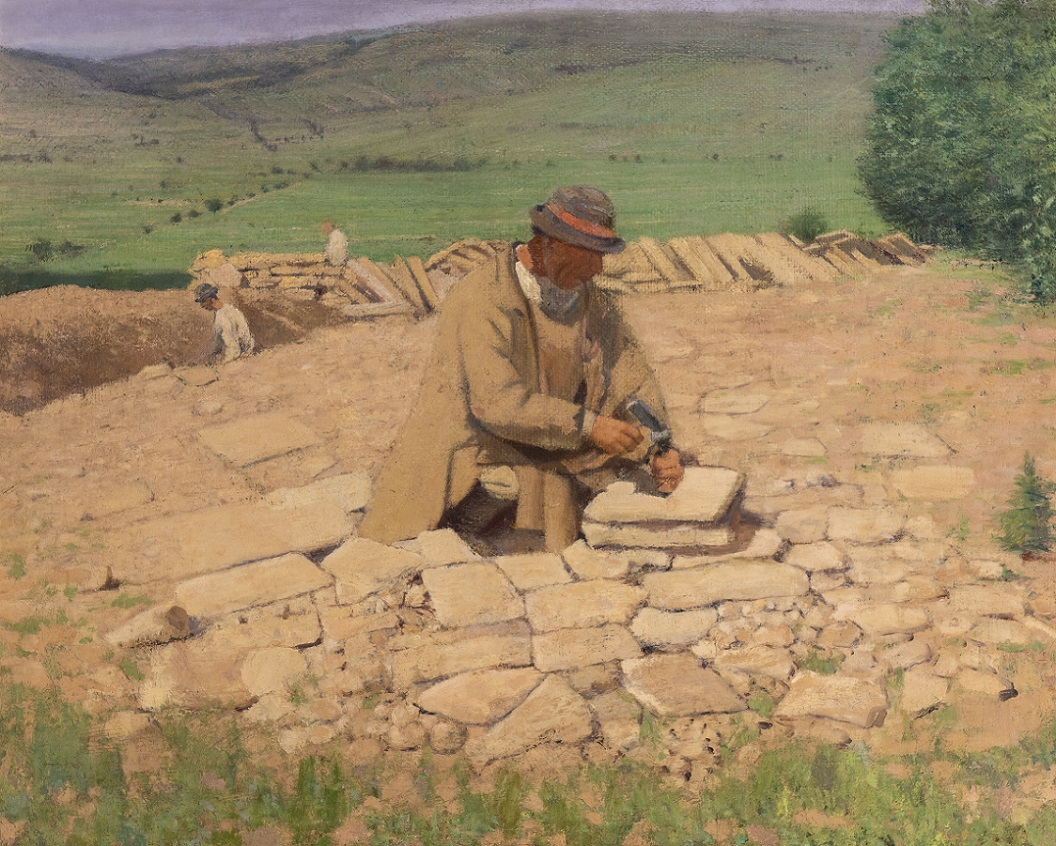
Cyril Mandel Kameník
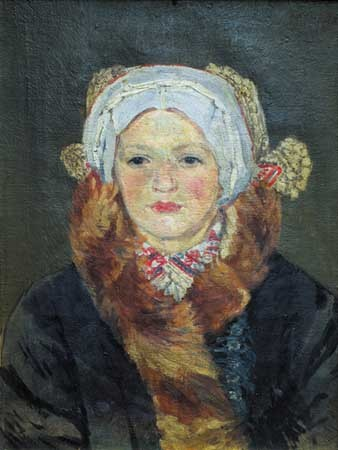
Cyril Mandel Portrét ženy v kroji
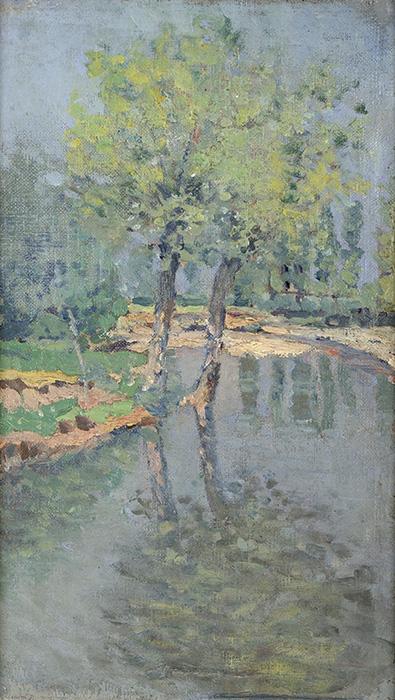
Cyril Mandel Vrby u potoka (asi 1902)
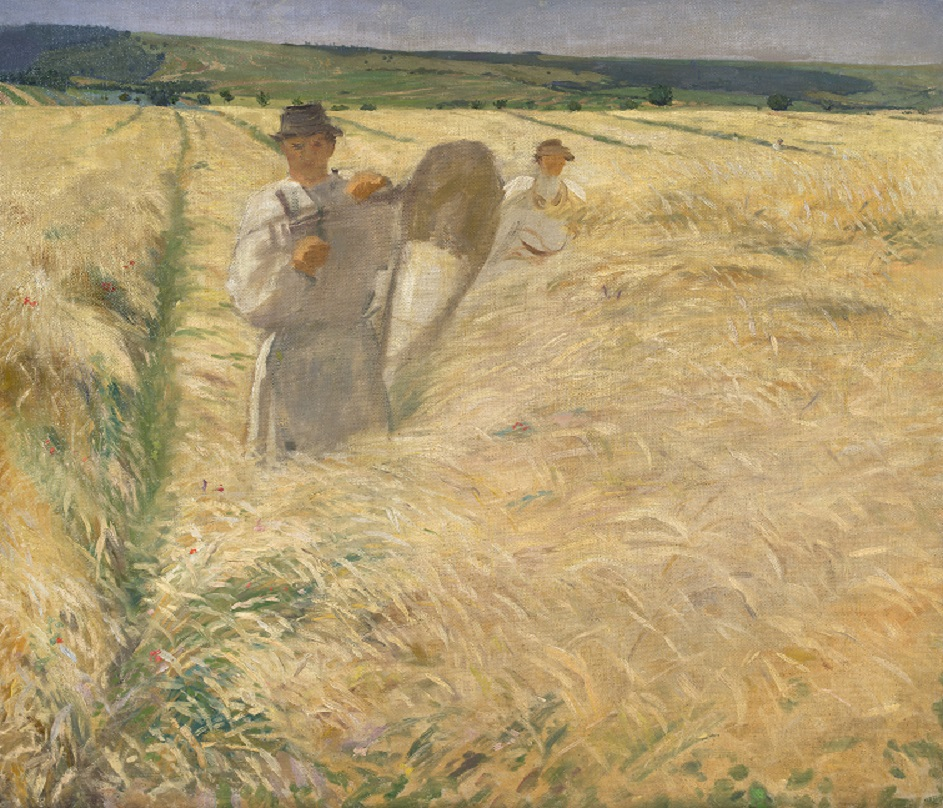
Cyril Mandel O žních
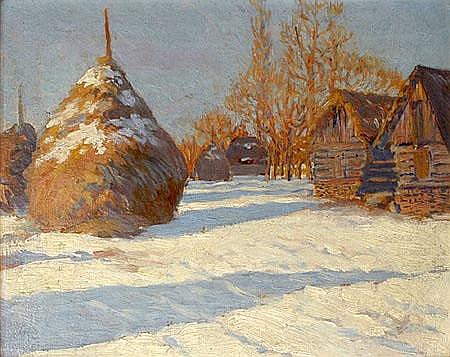
Cyril Mandel Seníky a kopy
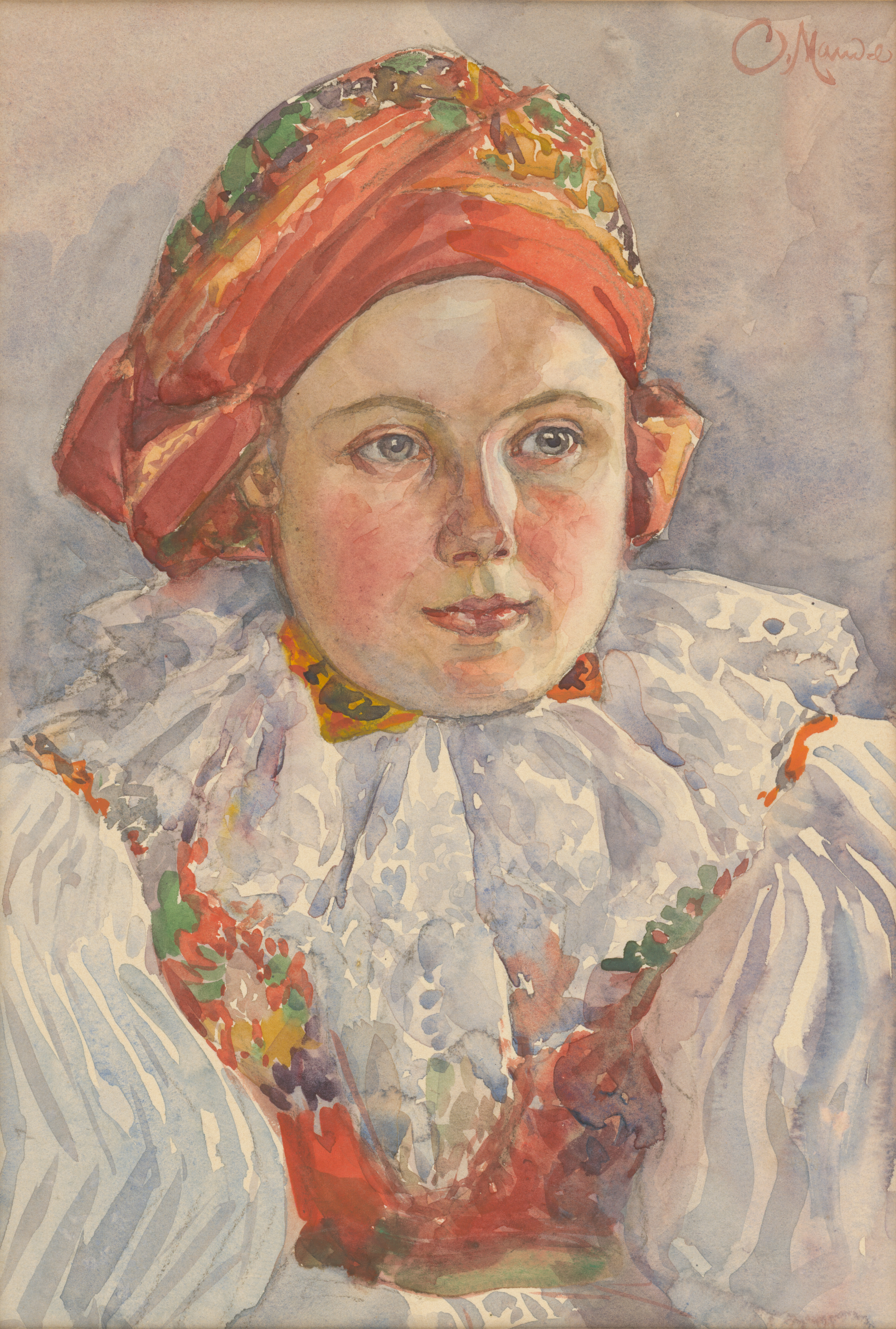
Cyril Mandel Hlava moravanky (akvarel)
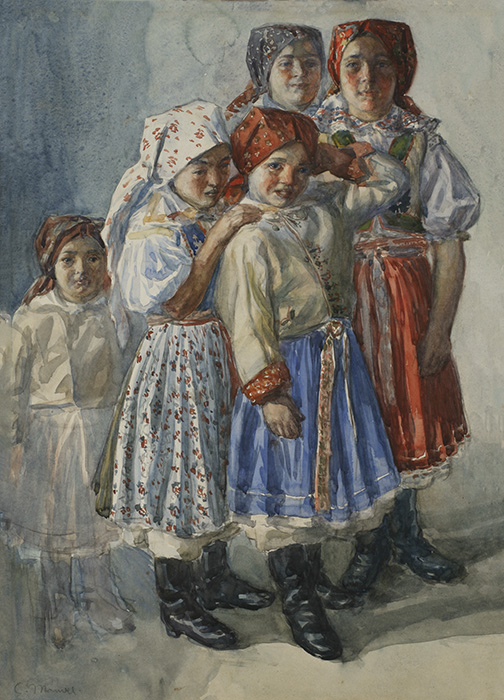
Cyril Mandel Zpěvule (akvarel, 1903)
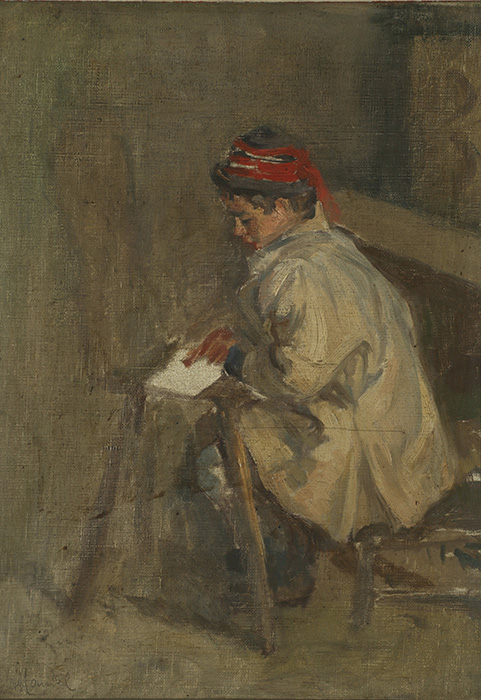
Cyril Mandel Školák (1905)
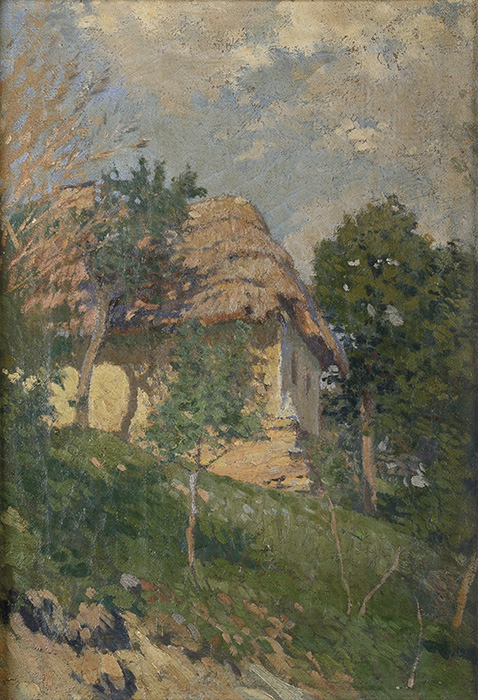
Cyril Mandel Větrný den – Stodola
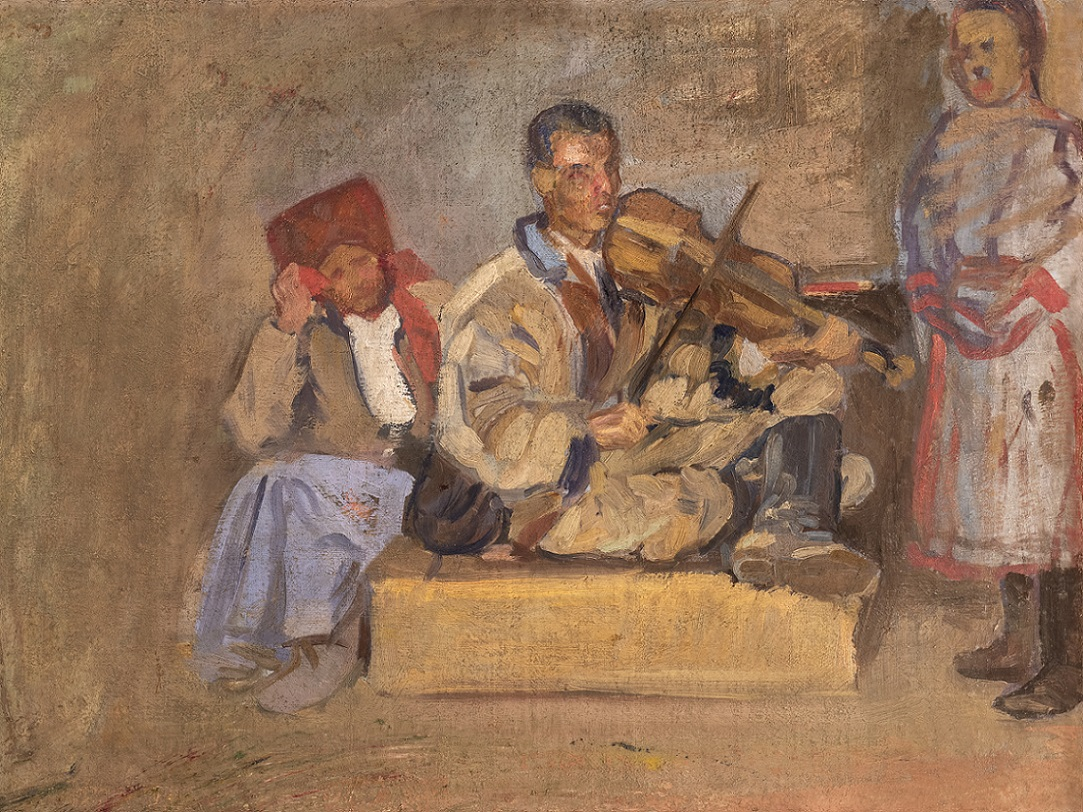
Cyril Mandel Slepý hudec
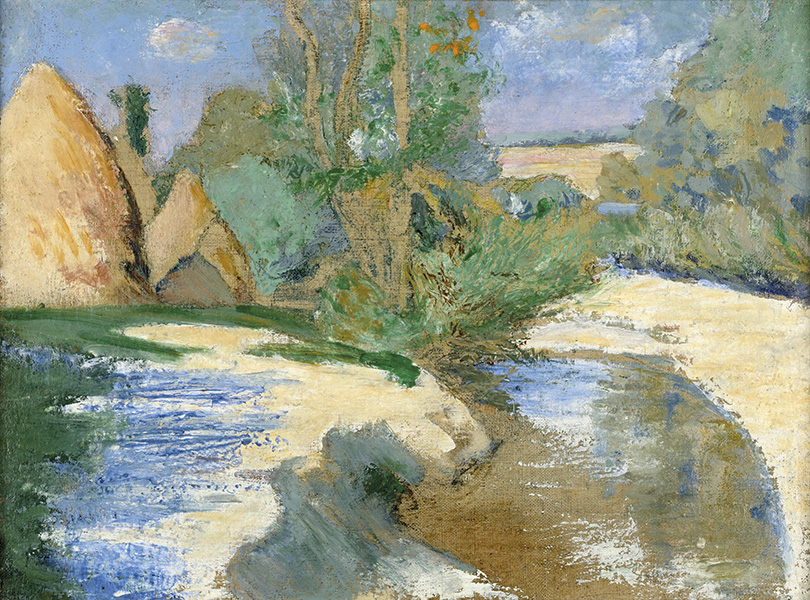
Cyril Mandel U Veličky (studie, 1907)